# Аламан
Алламан (фр. Allaman) — громада  в Швейцарії у франкомовному кантоні Во, округ Морж.

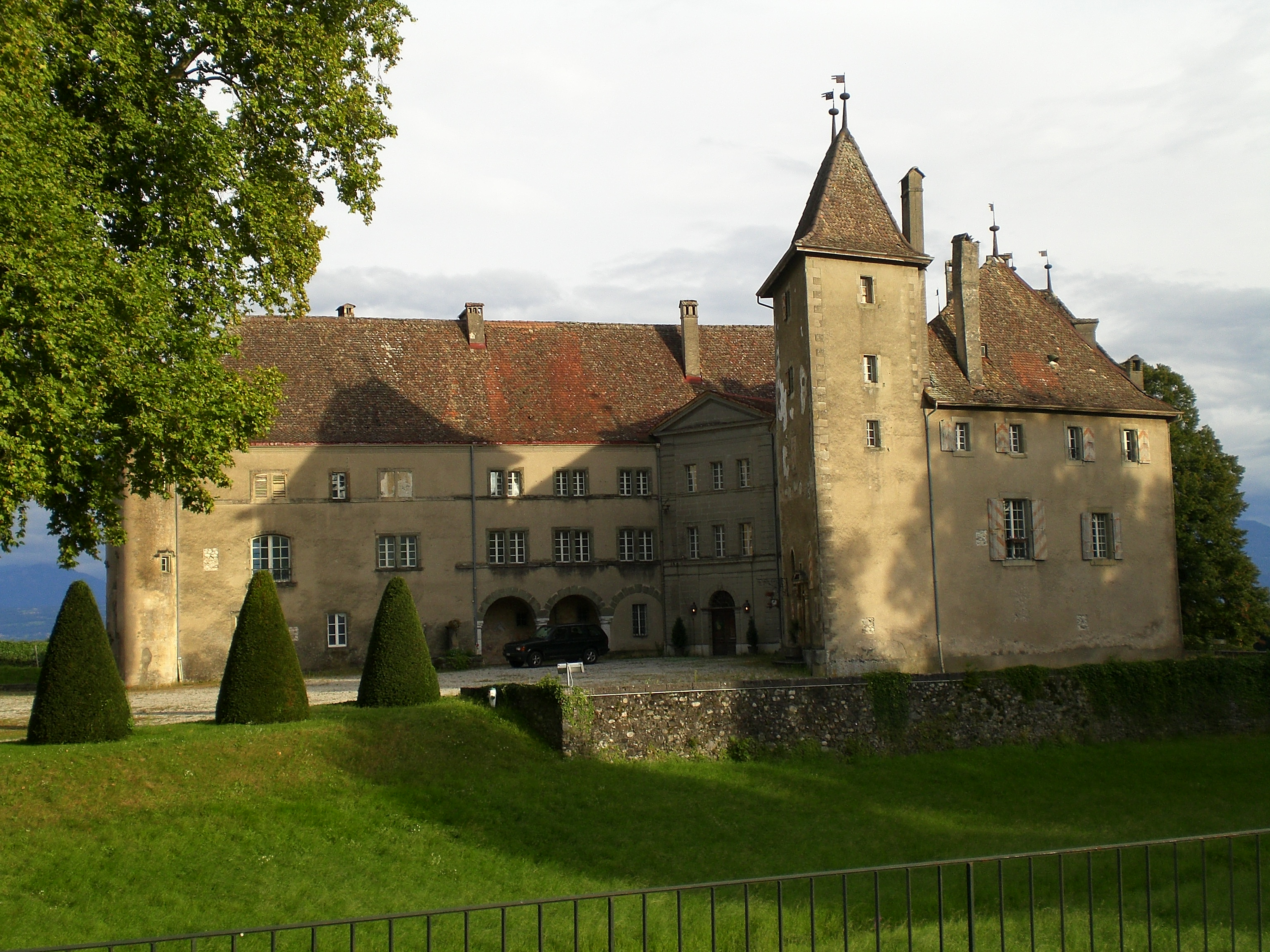
Замок Алламану

Тут знаходиться відомий замок, що є історичною спадщиною Швейцаріі. Споруджений у 1253 р.

## Географія
Громада розташована на відстані близько 100 км на південний захід від Берна, 20 км на захід від Лозанни.
Алламан має площу 2,6 км², з яких на 22,4% дозволяється будівництво (житлове та будівництво доріг), 59,5% використовуються в сільськогосподарських цілях, 17% зайнято лісами, 1,2% не є продуктивними (річки, льодовики або гори).

## Історія
Аламан вперше згадано у 1234 р. як Alamant.

## Демографія
2019 року в громаді мешкало 451 особа (+15,1% порівняно з 2010 роком), іноземців було 29,9%. Густота населення становила 173 осіб/км².
За віковим діапазоном населення розподілялося таким чином: 22% — особи молодші 20 років, 60,5% — особи у віці 20—64 років, 17,5% — особи у віці 65 років та старші. Було 180 помешкань (у середньому 2,5 особи в помешканні).
Із загальної кількості 390 працюючих 46 було зайнятих в первинному секторі, 31 — в обробній промисловості, 313 — в галузі послуг.

## Транспорт
В місті знаходиться залізнична станція, через яку проходить залізниця, що поєднує Женеву з Лозанною. Автобусами можливо також доїхати до сусідніх населених пунктів.